# 자기 선속

자기 선속의 예

자기 선속(磁氣線束, magnetic flux) 또는 자기 다발 또는 자기력선속(磁氣力線束) 또는 자속(磁束)은 어떤 가상의 곡면에 작용하는 총 자기력을 나타내는 물리량이며, 곡면의 넓이와 곡면에 대하여 수직인 자기장 성분의 곱이다. 국제 단위는 웨버(Wb)이고, 통상적인 기호는 그리스 대문자 Φ 또는 ΦB이다.

## 정의
자기장 {\displaystyle \mathbf {B} }가 있는 공간 상의 곡면 {\displaystyle S}와 그 둘레를 이루는 폐곡선 {\displaystyle C}를 생각하자. {\displaystyle S}의 무한소 면적 요소 {\displaystyle dS}에 대하여 수직인 단위 벡터를 n이라고 하자. 그렇다면 곡면 {\displaystyle S}를 지나는 자기 선속 {\displaystyle \Phi }는 다음과 같은 적분의 값이다.
{\displaystyle \Phi =\int _{S}\mathbf {B} \cdot \mathbf {n} \;dS}.
가우스의 자기 법칙에 따라, 자기력선은 중간에 끊어지거나 없어지지 않는다. 즉,
{\displaystyle \nabla \cdot \mathbf {B} =0}
여기서 {\displaystyle \nabla \cdot }은 벡터장의 발산을 나타낸다. 이에 따라, 서로 다르지만 그 둘레가 같은 곡면의 자기 선속은 같으며, 곡면의 자기 선속은 그 둘레를 통과하는 자기력선의 수로 생각할 수 있다. 곡면을 약간 바꾸어도 그 둘레가 바뀌지 않으면 곡면을 통과하는 자기력선의 수는 바뀌지 않는다.
자기 선속은 넓이와 자기장의 곱이므로, 그 단위는 넓이의 단위와 자기장의 단위의 곱이다. 국제단위계에서는 자기장의 단위가 테슬라이므로, 자기 선속의 국제 단위인 웨버는 다음과 같다.
1 웨버 = 1 제곱 미터 × 1 테슬라.
CGS 단위계에서 자기 선속의 단위는 맥스웰(Mx)이다.
자기 선속의 크기가 변화하면 그 변화 속도에 비례하는 크기의 전기장이 발생한다. 자기장은 전기장의 시간적 변화에 따라 유도되므로, 이러한 전기장과 자기장(또는 전기력선과 자기력선)의 상호 유도가 일어나게 된다. 이렇게 하여 일종의 파동이 발생하게 되는데, 이를 전자기파라 한다.

## 자기 선속의 양자화
원환 꼴의 초전도체가 있다고 하자. 초전도체의 내부에는 마이스너 효과에 의해 내부에 자기 선속이 통과할 수 없지만, 원환의 구멍에 해당하는 부분에는 자기 선속이 통과할 수 있다. 이 구멍을 지날 수 있는 자기 선속은 아로노프-봄 효과와 패러데이 법칙에 의해
{\displaystyle \Phi _{0}=h/2e=2.067\,833\,758(46)\times 10^{-15}\,{\text{Wb}}}
의 정수배로 양자화된다. (여기서 h는 플랑크 상수, e는 기본 전하량이다.)

## 같이 보기
- 맥스웰 방정식
- 전자기학
- 물리학